# Mittenothamnium lehmannii
Mittenothamnium lehmannii är en bladmossart som beskrevs av Jules Cardot 1913. Mittenothamnium lehmannii ingår i släktet Mittenothamnium och familjen Hypnaceae. Inga underarter finns listade i Catalogue of Life.